# Franek Dolas
Franek Dolas – postać fikcyjna, tytułowy bohater nakręconej w 1969 roku komedii filmowej pt. Jak rozpętałem drugą wojnę światową (trzy części: „Ucieczka”, „Za bronią” i „Wśród swoich”). Postać Franka Dolasa grana była w filmie przez Mariana Kociniaka, a reżyserem był Tadeusz Chmielewski.

## Biografia
Tytułowy bohater filmu jest szeregowym żołnierzem Wojska Polskiego, który na przełomie sierpnia i września 1939 roku przez zbieg okoliczności znalazł się w pociągu na terenie Niemiec tuż przed rozpoczęciem przez Trzecią Rzeszę II wojny światowej. Kolejne zbiegi okoliczności utwierdziły go w przekonaniu, że to właśnie jego osoba i zachowanie w tym czasie stało się bezpośrednią przyczyną rozpoczęcia wojny.
Wszystkie następne przygody Franka Dolasa oparte są na niezwykłych przypadkach, zbiegach okoliczności oraz ogólnym założeniu, że polski spryciarz jest w stanie wyprowadzić w pole niemal wszystkich, którzy znajdą się w jego otoczeniu, w tym zarówno dowódców i żołnierzy wojsk sojuszniczych, jak i wojsk przeciwnika, a także tłumy cywilów (często przypominana jest sekwencja gry w trzy karty, przy pomocy której Franek Dolas ogrywa handlarzy na arabskim targowisku, zdobywając w ten sposób zaopatrzenie dla stacjonującej w pobliżu jednostki Legii Cudzoziemskiej). Ze wszystkich opresji (w tym z niemieckiej niewoli, w której przesłuchującemu go oficerowi Gestapo przedstawia się jako Grzegorz Brzęczyszczykiewicz ze wsi Chrząszczyżewoszyce w powiecie Łękołody) Franek Dolas wychodzi zdrów i cały, by na koniec wrócić szczęśliwie do Polski.

## Film a książka
Filmowy Franek Dolas nie przypomina w niczym bohatera powieści Przygody kanoniera Dolasa Kazimierza Sławińskiego, na motywach której powstał film. W powieści Dolas nosi imię Adolf i jest z wykształcenia doktorem historii sztuki, który trafił do szkoły podchorążych tuż przed wybuchem wojny (nie ma w książce tytułowego motywu „rozpętania wojny”). Książkowy dr Adolf Dolas jest typowym, łagodnym naukowcem pozbawionym cwaniactwa, intelektualistą i antytalentem wojskowym. Wszystkie przeżywane przygody przytrafiają mu się przypadkiem, a bohater wychodzi z nich bez szwanku dzięki zwykłemu szczęściu.
Film powstał w reżyserii i według scenariusza Tadeusza Chmielewskiego. 1 września 1939 roku polski żołnierz Franciszek Dolas, przespawszy swoją stację, budzi się w nocy w pociągu na granicy polsko-niemieckiej. Wraz z jego strzałem w niemieckiego oficera, którego Dolas wziął za sabotażystę, w komicznych zbiegach okoliczności rozpoczyna się nie tylko II wojna światowa, ale także łańcuch niesamowitych przygód w niemieckim obozie jenieckim, Austrii, Afryce, Jugosławii oraz w Polsce, na lądzie, na morzu i w powietrzu.

## Inne media
Franek Dolas to również główny bohater polskiej gry komputerowej Jak rozpętałem II wojnę światową. Nieznane przygody Franka Dolasa wyprodukowanej przez firmę Mirage. Fabuła gry jest jednak luźno powiązana z filmem, a rozgrywka przedstawia Dolasa nie jako unikającego bezpośrednich konfrontacji cwaniaczka – wcielający się w niego gracz jest bardzo często zmuszony do używania przemocy podczas swoich podróży.

## Znaczenie postaci
Piotr Zwierzchowski pisze, że przykłady postaci takich jak m.in. Franek Dolas „udowadniają, że przekonanie o wyjątkowym heroizmie Polaków jest silnie obecne i w kulturze narodowej, i w wyobrażeniach społecznych”. Zwraca też uwagę, że „w charakterystyce Dolasa dopatrywano się cech typowych dla Polaków” – Dolas jest zarówno stereotypem Polaka-bohatera, jak i komediową kpiną z polskich przywar. Małgorzata Karbowiak wskazywała, że fakt, iż Franek Dolas „ma cechy typowo polskie, znamienne dla postawy ludowego bohatera urodzonego gdzieś nad Wisłą, radzącego sobie w życiu przede wszystkim dzięki sprytowi, obdarzonego silnym poczuciem humoru i pasją ryzyka nadaje postaci Dolasa wymiar pewnego uogólnienia, czyni zeń postać w jakiś sposób typową”. Większość recenzentów widziała w postaci Dolasa „tradycję polskiego żołnierza”. Dolas był także porównywany z czeskim Szwejkiem, ale nazywany jego antytezą – gdyż przeciwnie jak Szwejk, nie unika walki, ale jej szuka, co czyni go poważniejszą, bardziej bohaterską postacią. Niektórzy recenzenci jednak krytykowali aspekt komediowy („spryt, cwaniactwo, łut szczęścia”), jako nie pasujący do bohaterskiego.

## Grzegorz Brzęczyszczykiewicz
Franek Dolas w pierwszym filmie użył fikcyjnego nazwiska Grzegorz Brzęczyszczykiewicz. Bohater filmu podaje je podczas przesłuchania funkcjonariuszowi Gestapo (w tej roli Emil Karewicz, co jest komediową aluzją do postaci Hermanna Brunnera z serialu Stawka większa niż życie), aby nie mógł zostać zidentyfikowany. Identyfikację miał utrudniać ogromny problem oficera niemieckiego z zapisaniem nazwiska. Do tego Dolas podał jako miejsce zamieszkania: „Chrząszczyżewoszyce, powiat Łękołody”.
Film powstał na podstawie powieści Kazimierza Sławińskiego pt. Przygody kanoniera Dolasa, w której nie było wątku z nazwiskiem Brzęczyszczykiewicz. Dodał go do scenariusza filmu reżyser, Tadeusz Chmielewski, który zaczerpnął go z powieści C.K. Dezerterzy, napisanej przez Kazimierza Sejdę w 1937 roku. Nazwisko Brzęczyszczykiewicz wywodzi się z nazwiska podanego przez jednego z bohaterów tej powieści (Brzęczyszczewski).
W powieści Kazimierza Sejdy jest opisana sytuacja analogiczna do sceny z filmu Tadeusza Chmielewskiego, w której Polak – frajter Stefan Kania – przedstawia się zugsführerowi („cugsfirerowi”) jako Szczepan Brzęczyszczewski:

Z kolei Kania przysporzył zmęczonemu cugsfirerowi roboty ze swoim skomplikowanym nazwiskiem.

– Pszkszbsz… Herr Gott im Himmel! (Panie Boże w niebie)! Jak to można takiego szeleszczącego tasiemca wymówić? Kto tym Polakom takie straszliwe nazwiska ponadawał? Powtórz pan jeszcze raz!

– Szczepan Brzę-czysz-czewski – wyskandował z zadowoleniem Kania.

– Przencisieski… Przensisieski… Język drętwieje od tego.

Aby go pocieszyć, podał Kania jako miejsce urodzenia miejscowość wprawdzie nieistniejącą, ale za to niemożliwą do wymówienia dla Niemca

– Mszczonowieścice, gmina Grzmiszczosławice, powiat Trzcinogrzechotnikowo.